# Saint-Julien-de-Raz
Saint-Julien-de-Raz korábbi község (település) Franciaországban, Isère megyében. 2017. január 1-jén Pommiers-la-Placette községgel egyesült és La Sure en Chartreuse új község része lett.
Lakosainak száma 429 fő (2013). Saint-Julien-de-Raz La Buisse, Coublevie, Pommiers-la-Placette, Saint-Étienne-de-Crossey és Saint-Joseph-de-Rivière községekkel határos.

## Népesség
A település népessége az elmúlt években az alábbi módon változott:

| 2013 | 429 |